# First Automobile Works
First Automobile Works (xinès simplificat: 中国第一汽车, pinyin: Zhōngguó Dìyī Qì chē) és un fabricant d'automòbils fundat el 15 de juliol de l'any 1953. En l'actualitat, forma part de les quatre grans marques de la indústria automotriu xinesa, juntament amb Dongfeng Motor Corporation, Shanghai Automotive Industry Corporation (SAIC), Chang'an Motors.
L'any 2006 va produir 1.400.000 unitats.

## Història
El 1953 comença la construcció de la primera factoria de FAW (finalitzant-se la construcció el 1956) ajudats per Zavod Imeni Likhacheva. El 1956 produeixen el primer vehicle manufacturat al país, el camió Jiefang CA-10. Dos anys després produeixen el primer cotxe xinès, el Hongqi. El ZIS-150 va esdevenir el primer cotxe xinès fabricat en massa. El 1988, Chrysler va vendre gran part d'equipament industrial, així com la llicència per dissenyar el motor Motor K 2.2 a FAW.
El 1991 FAW i Volskwagen formen una joint venture (al 31 de juliol de 2007 ja s'havien produït 2.000.000 d'unitats). A partir d'aquest moment FAW comença a prestar més atenció al sector automotriu, amb el qual l'acord amb el fabricant alemany s'estendrà a altres fabricants, com Toyota i Mazda. Respecte de la seva marca de vehicles, Hongqi, decideix mantenir-la.
L'any 2004 les seves vendes van superar el milió d'unitats, i forma part del grup dels 3 fabricants més importants de la Xina, sent els altres Shanghai Automotive Industry Corporation (SAIC) i Dongfeng Motor Corporation.

## Logotip
El símbol representa la combinació de la paraula "一汽" (on "一" vol dir primer i "汽" cotxe) que significa "China FAW Group Corporation" modificada, de tal manera que representa a un falcó que estén les seves ales.
Per tant, FAW significa que el falcó vola a través dels cels del món, estenent les seves ales i volant alt i lluny cap a la brillantor del cel blau.

## Joint ventures
FAW té força acords en la fabricació d'automòbils a la Xina:
- Sichuan FAW Toyota Motor (Changchun, Província de Jilin) fabriquen el Toyota Prius per al mercat xinès.
- En la mateixa ciutat, FAW-Volskwagen i Audi fabriquen el Jetta, Bora, Sagitar, Audi A4 i Audi A6L (una versió allargada del A6).
- A Rússia, amb Hebei Zhongxing es fabrica el Zhongxing Admiral a Altaysky Kray
- Tianjin Xiali fabrica el Miles ZX40, una versió amb motor elèctric del Daihatsu Move, convertint-se en el primer cotxe fabricat a xina que es ven als Estats Units a mitjans del 2006 a mans de Miles Automotive Group.

Llista complet de joint ventures que FAW té:
- FAW Jiefang Automobile Company
- FAWER Automobile Parts Company
- FAW Car Company
- FAW Haima Motor Co
- Changchun FAW Sihuan Automobile Company
- FAW-Volkswagen Automobile Company
- Tianjin FAW Xiali Automobile Company
- Tianjin FAW Toyota Motor Company

## Haima i Hongqi
Actualment són 2 marques pertanyents a FAW. La primera, una marca que va passar a mans de FAW a finals dels anys 1990 i la segona és la marca de vehicles de luxe de FAW (Hongqi significa "bandera vermella" en xinès).

### Haima

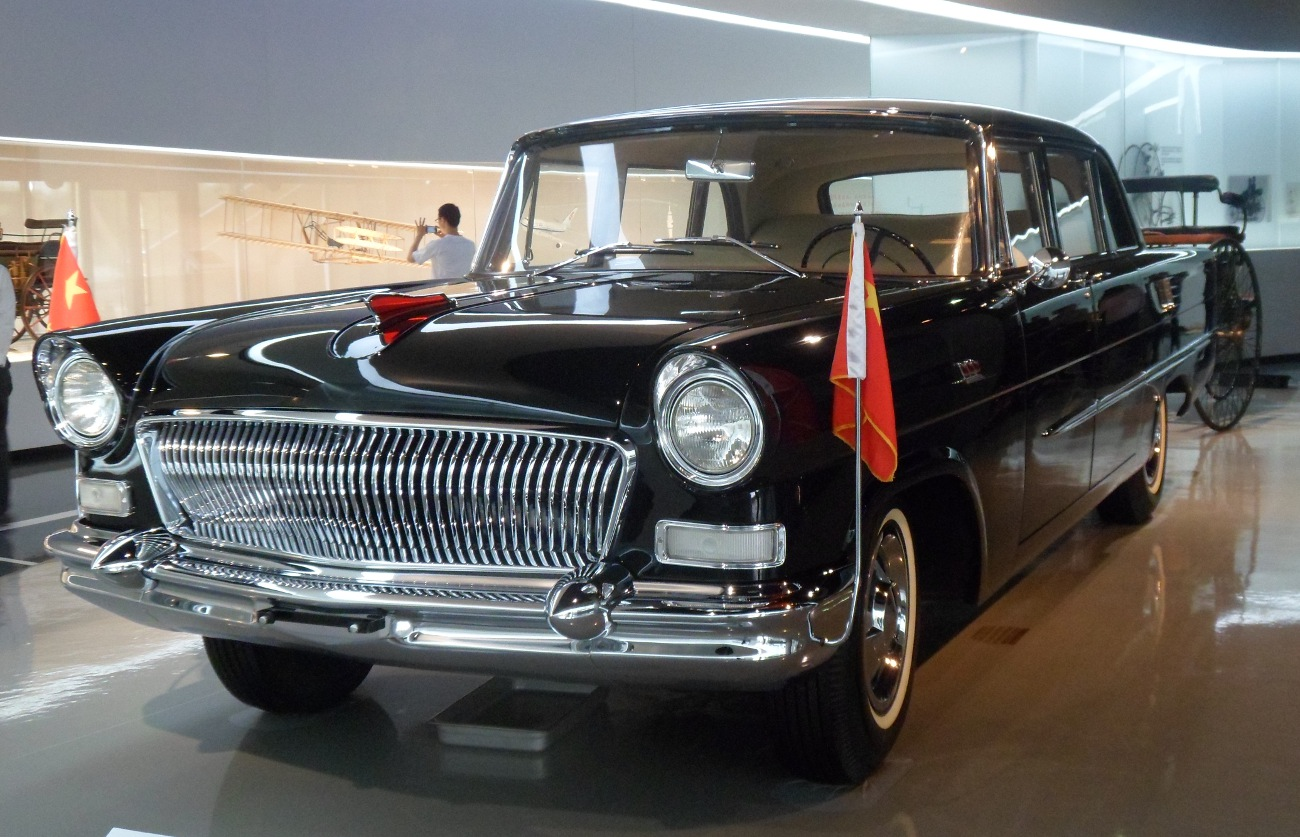
Hongqi CA72 de 1959.

FAW Mazda és una joint venture amb Mazda per fabricar cotxes d'aquest fabricant a la Xina; aquests són comercialitzats sota la marca Haima.
FAW Haima Motor co és una subsidiària de FAW, establerta a l'illa de Hainan, Xina. El nom "Haima" prové de la paraula Hainan (HAI) i Mazda (MA); en els seus inicis va iniciar la producció del Hainan CA7130, un cotxe basat amb el Mazda 323.
Hainan Auto Works va ser comprada per FAW a finals dels anys 1990. FAW ja tenia un altre acord amb Mazda per fabricar el Mazda6 a la província de Jilin. En conseqüència, Haima va ser rellançada com una marca nova, similar a Xiali i Hongqi. La nova marca té la seva pròpia gamma de cotxes, com el Haima 11 (basat amb el Mazda3).

### Hongqi

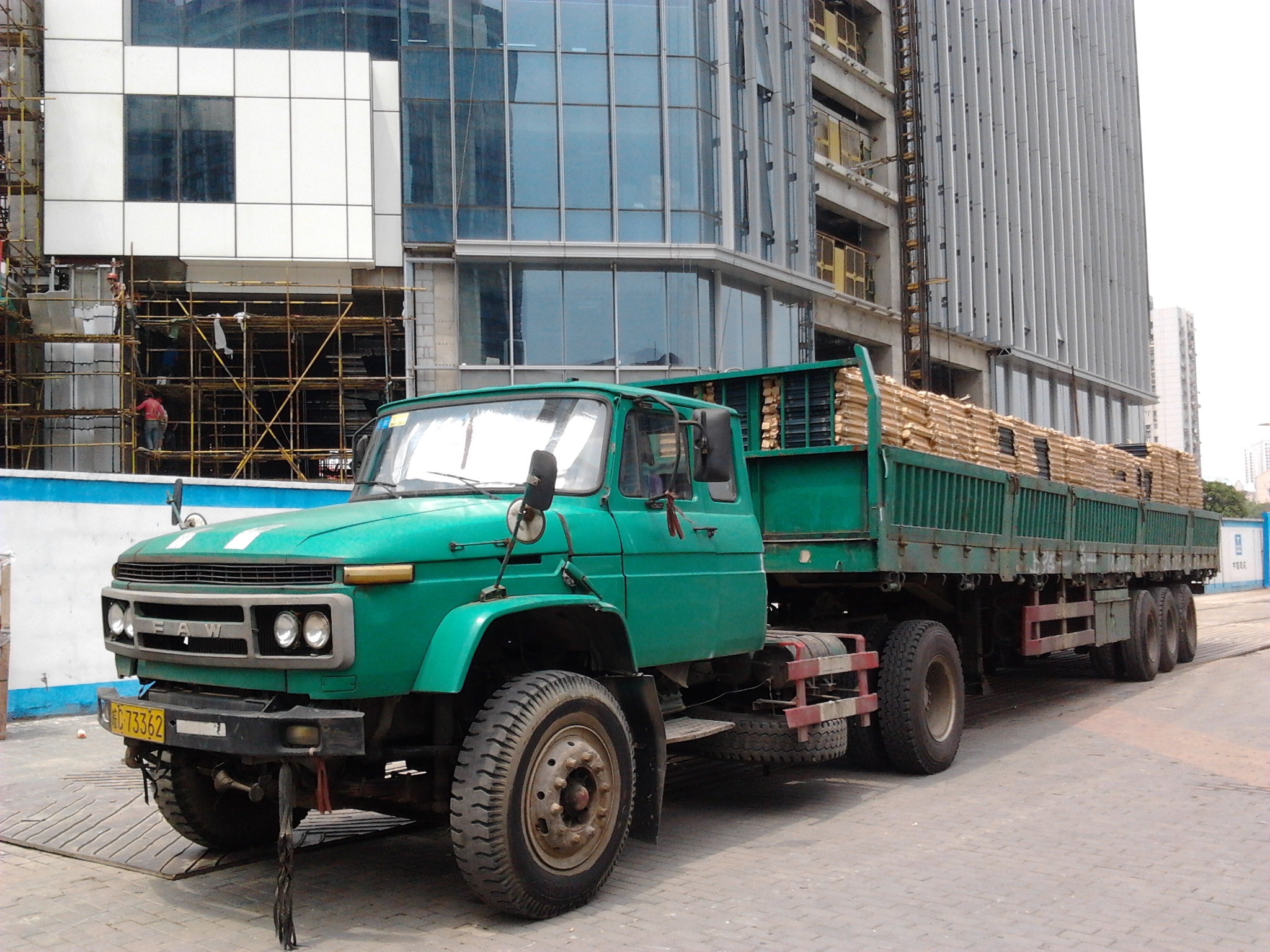
A FAW semi-trailer truck in China

Presentada el 1958, el seu primer vehicle va ser una versió de la limusina soviètica; posteriorment contractarà dissenys amb Lincoln i Audi.

Més endavant, hi hgaueren altres models com el Hongqi HQ3 (basat amb el Toyota Crown) i el Hongqi Benteng (basat amb el Mazda6), conegut com a Hongqi Besturn o Hongqi C301.

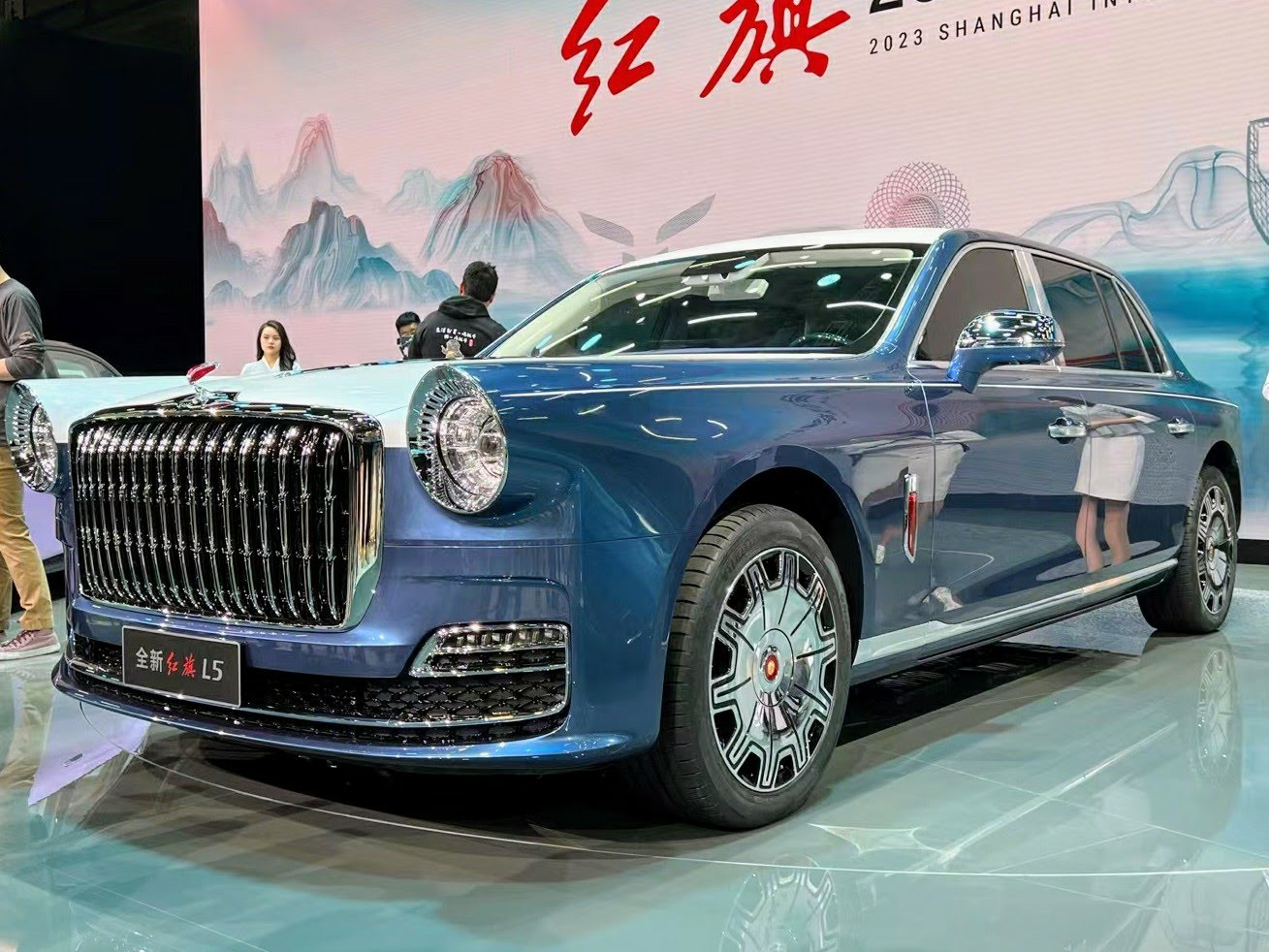
Hongqi L5
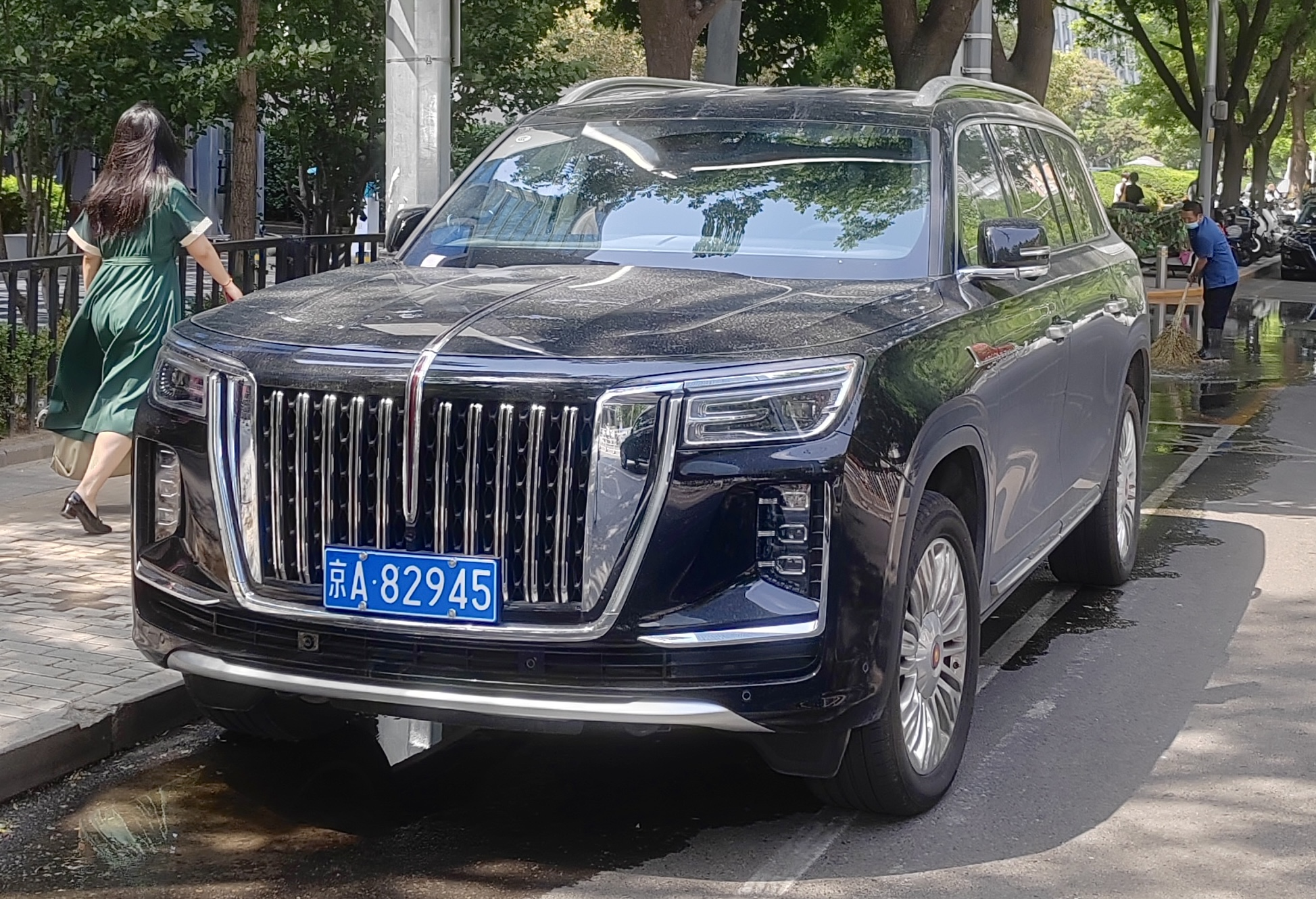
Hongqi LS7
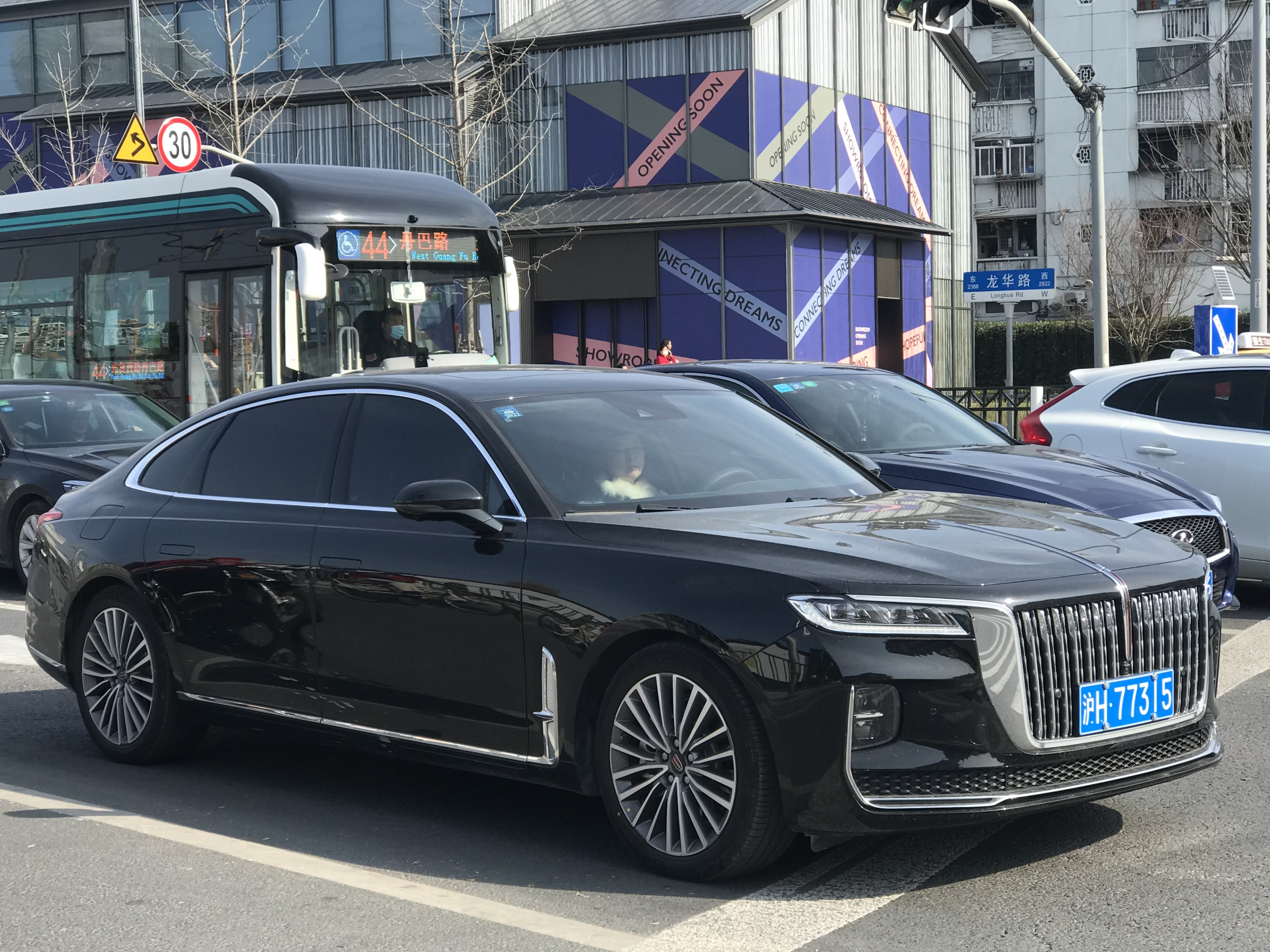
Hongqi H9
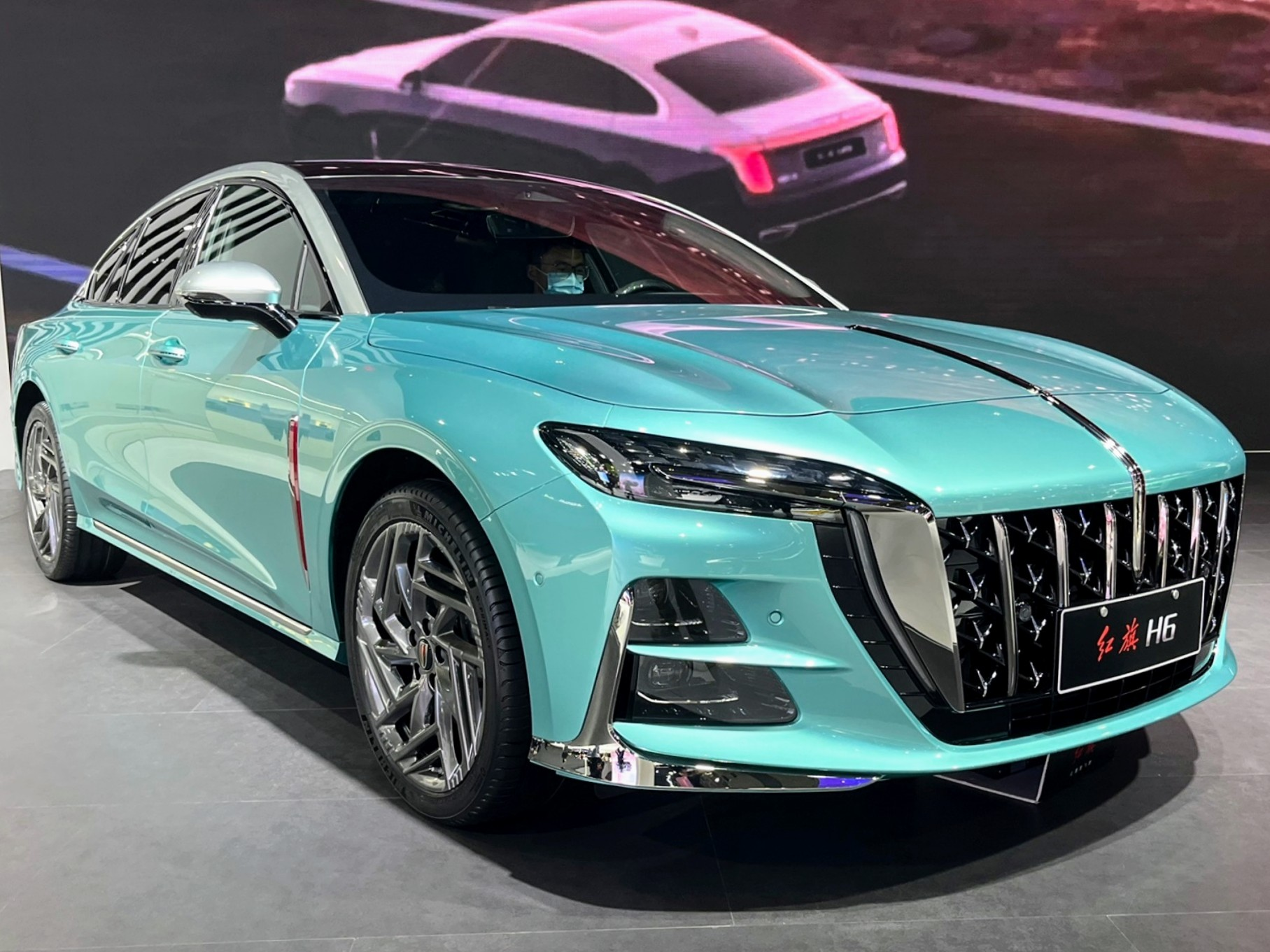
Hongqi H6
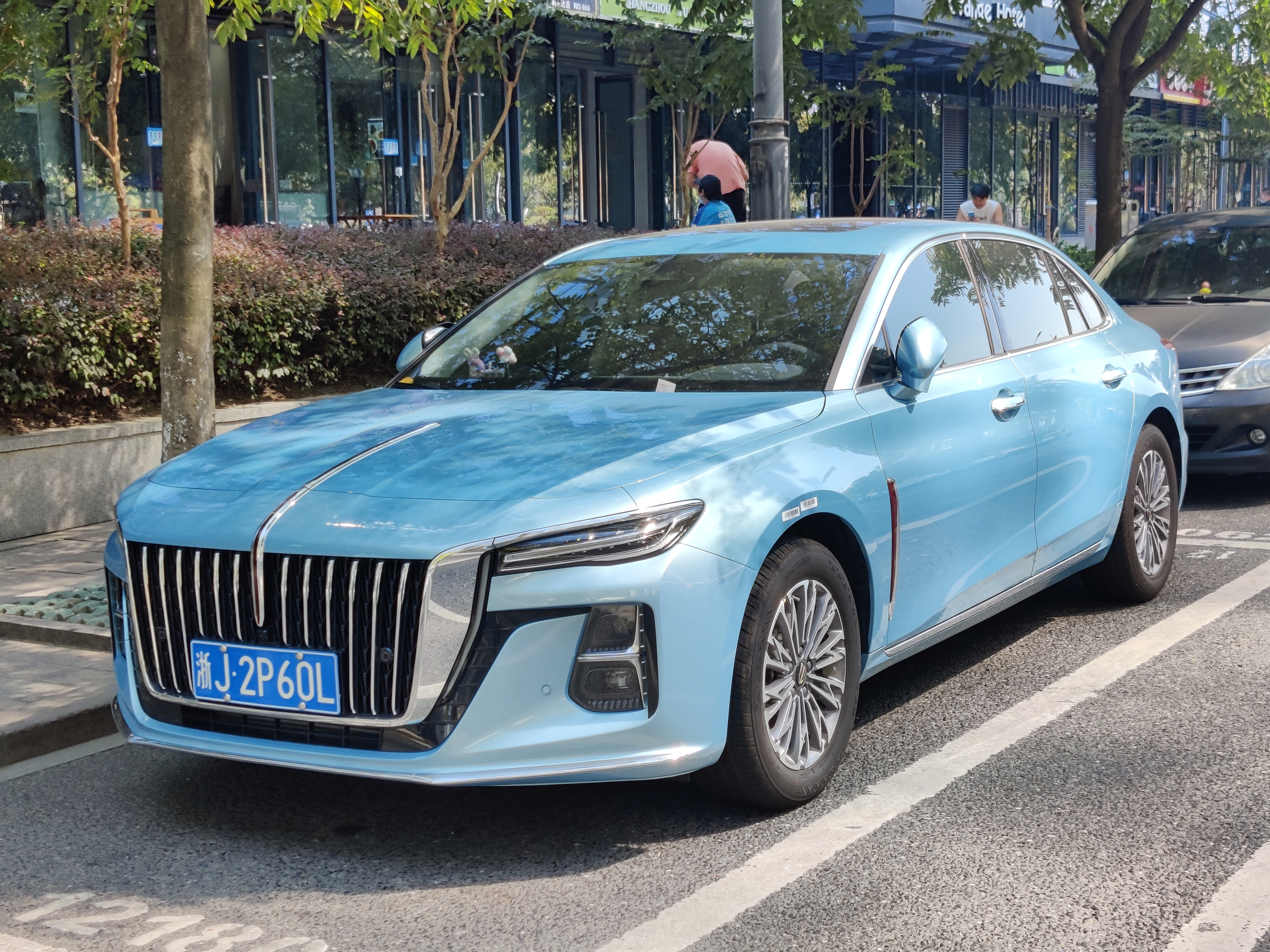
Hongqi H5 II
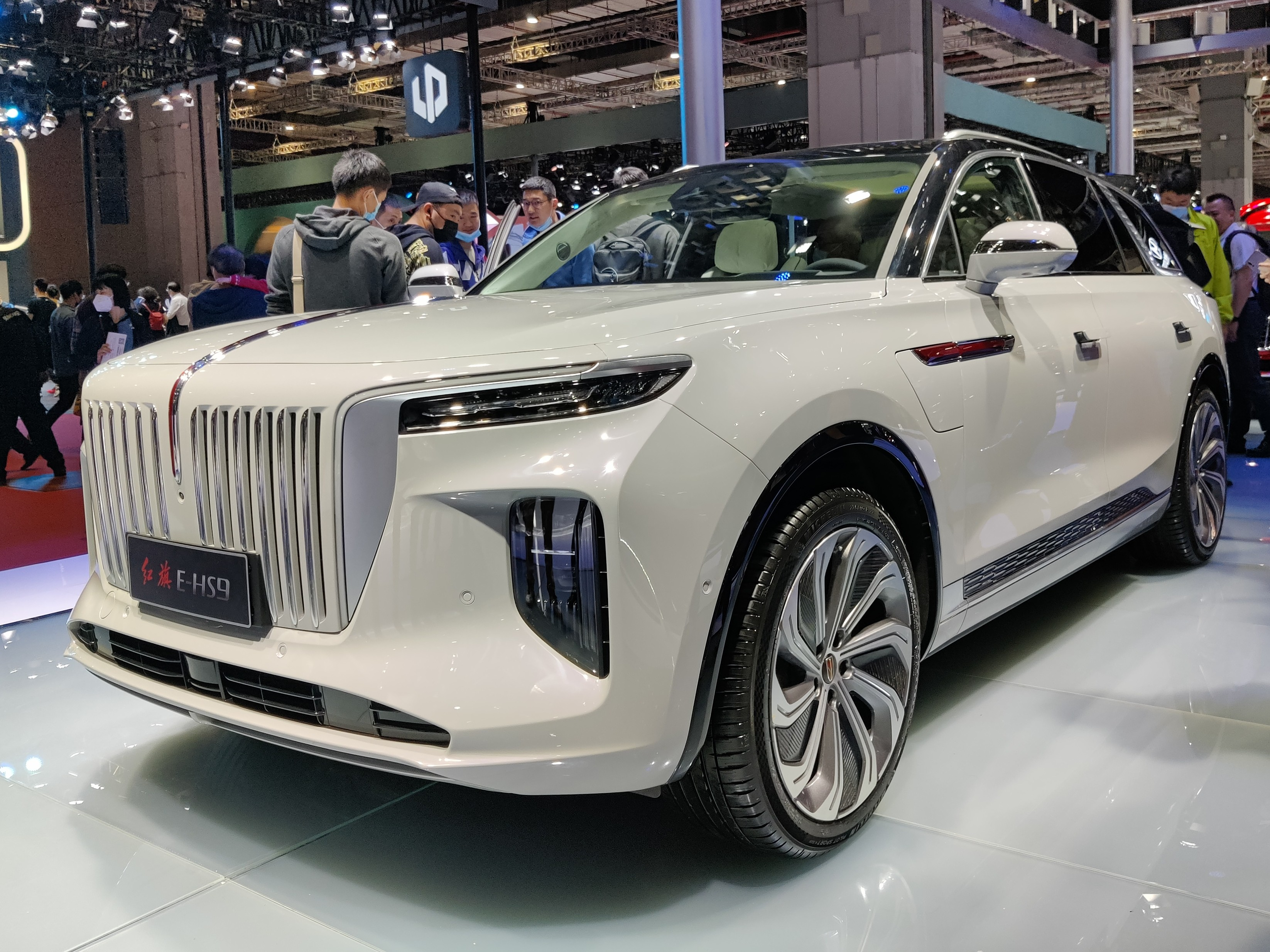
Hongqi E-HS9
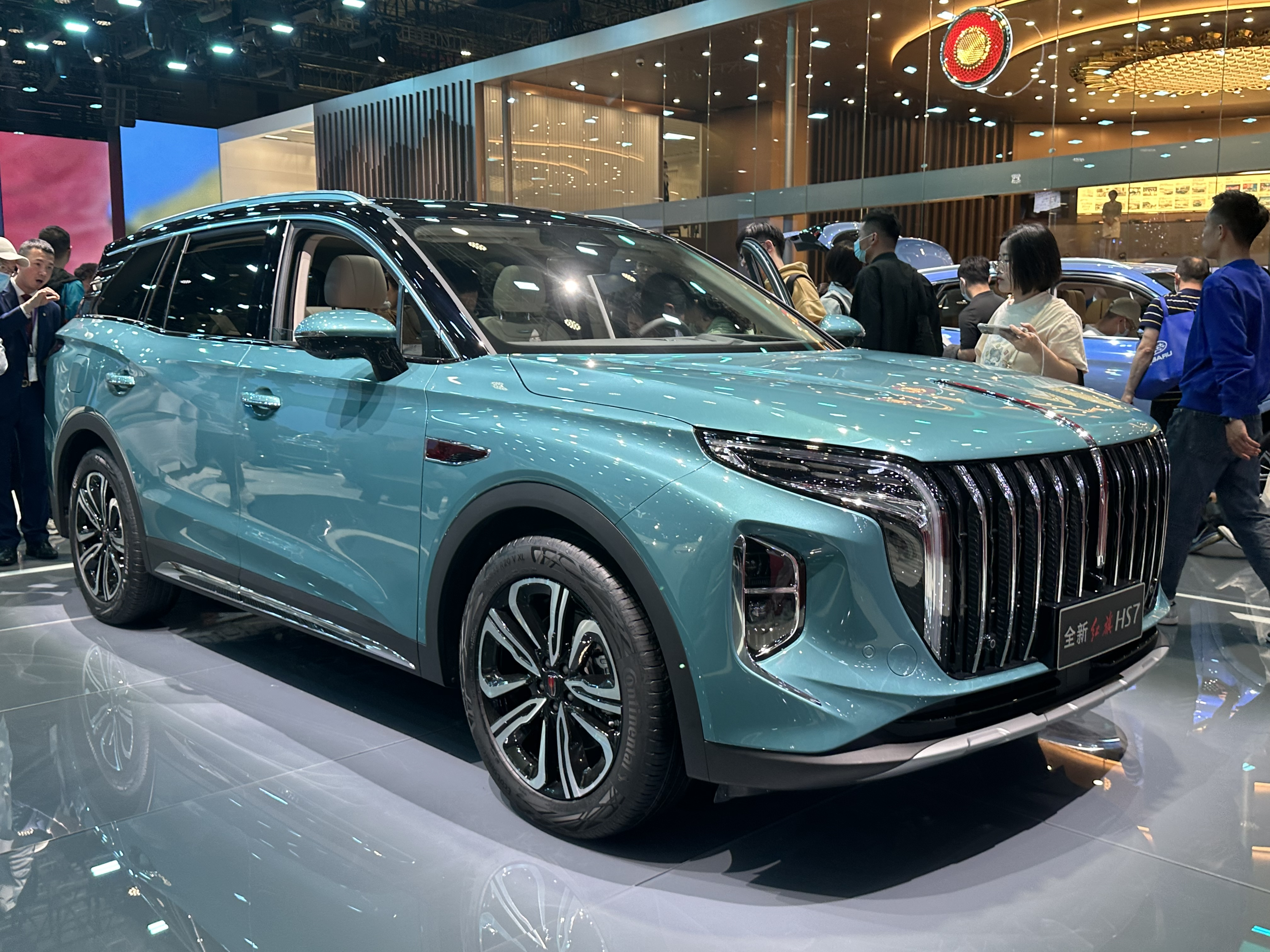
Hongqi HS7
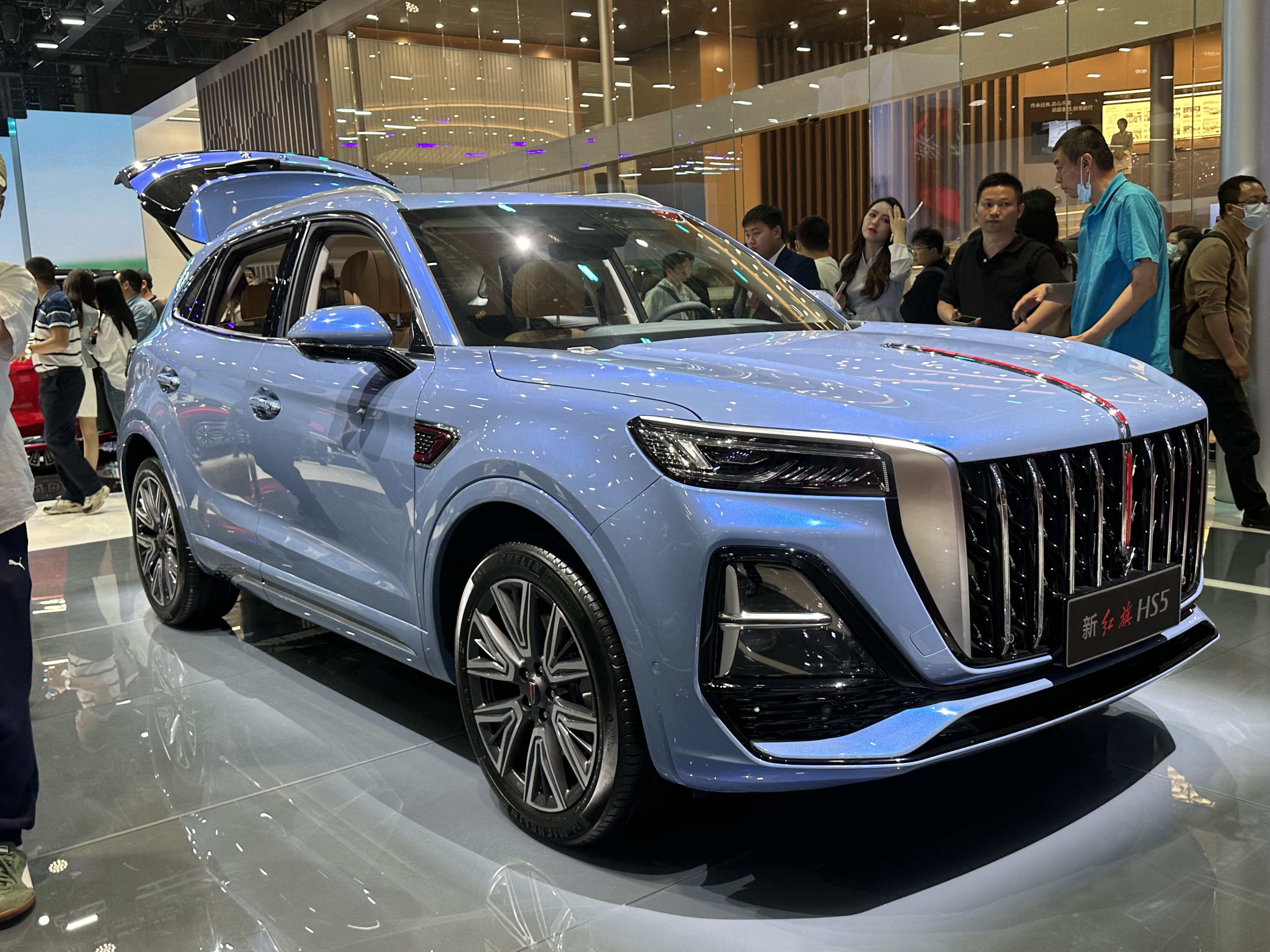
Hongqi HS5
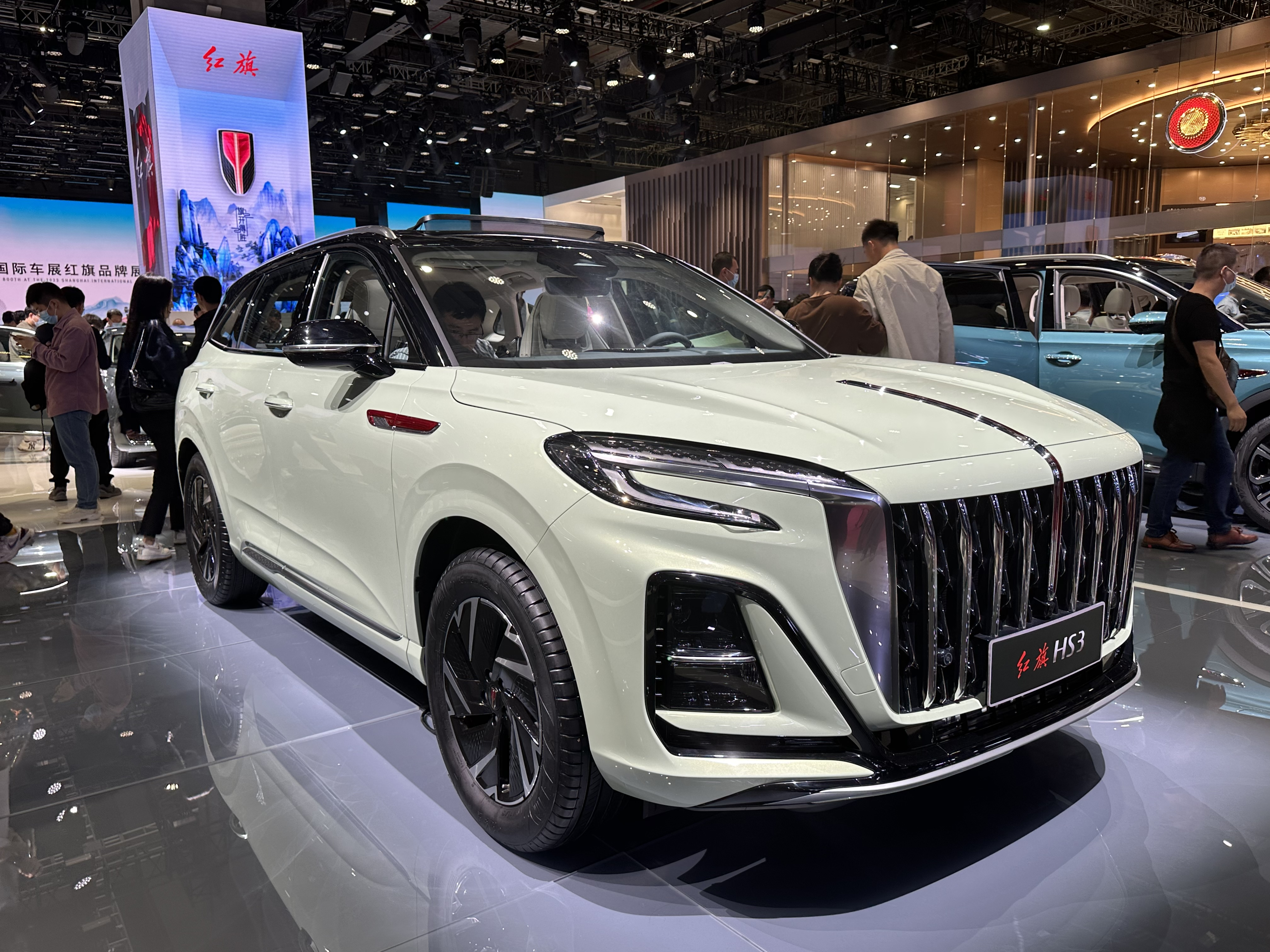
Hongqi HS3

## Mèxic i Amèrica del Sud
Després d'haver signat un acord amb l'empresa mexicana Elektra el 2006, s'inicià la comercialització de vehicles FAW a Mèxic F1, F4 i F5. Cal esmentar que es construirà una fàbrica a Zinapecuaro, Michoacan on s'invertiran 150 milions de dòlars en 3 anys i podrà fabricar 100.000 unitats a l'any.
En l'actualitat, FAW està present en països com Guatemala, Panamà, Argentina, El Salvador, Hondures i el Perú, on FAW comercialitza el Xiali Pàgina web de FAW Perú Arxivat 2008-01-09 a Wayback Machine..